# Кузнецова, Ирина Исаевна
Ирина Исаевна Кузнецова (род. 24 августа 1948, Москва) — российская переводчица. Дочь сценариста Исая Кузнецова.
Окончила Московский педагогический институт иностранных языков (1971), там же в 1971—1978 гг. преподавала. В 2000-е гг. редактор журнала «Иностранная литература».
Занималась в семинарах художественного перевода под руководством Надежды Жарковой и Мориса Ваксмахера. Публикуется как переводчик поэзии, прозы и драматургии с французского языка, дебютировала в 1977 году. Основные работы — романы Альфреда де Виньи «Стелло, или Синие демоны» (1988), Ромена Гари «Повинная голова» (2001), Патрика Модиано «Маленькое Чудо» (2004), Амели Нотомб «Серная кислота» (2008) и «Токийская невеста» (2010), Симоны де Бовуар «Неразлучные» (2021), книга Александра Дюма «Путевые впечатления. В России» (1993), сборник Натали Саррот «Дар речи» (1992), пьеса Эжена Ионеско «Бескорыстный убийца» (1990). Переводила также эссеистику Теофиля Готье, Поля Валери, Андре Бретона, Альбера Камю, стихи Марселины Деборд-Вальмор, Гийома Аполлинера и др.
Лауреат премии «Инолиттл» журнала «Иностранная литература» (1997, за перевод повести Вивиана Денона «Ни завтра, ни потом») и премии Мориса Ваксмахера (2000, за перевод книг Натали Саррот «Откройте» и «Здесь»).